# The Beautiful People (chanson)
Pour les articles homonymes, voir The Beautiful People.
Singles de Marilyn Manson
Sweet Dreams (Are Made of This)
(1995) Long Hard Road Out of Hell
(1997)
The Beautiful People est un morceau de Marilyn Manson, provenant du deuxième album studio du groupe, Antichrist Superstar, et sorti en single le 22 septembre 1996.

## Récompenses et classements
La chanson fait partie du classement des 40 meilleures chansons de metal selon VH1 (à la vingt-huitième place).

### Classements hebdomadaires
| Classement (1997)                         | Meilleure position |
| ----------------------------------------- | ------------------ |
| Australie (ARIA)                          | 42                 |
| Canada (RPM Rock/Alternative)             | 2                  |
| Canada (RPM Top Singles)                  | 61                 |
| États-Unis (Alternative Songs)            | 26                 |
| États-Unis (Mainstream Rock Tracks chart) | 29                 |
| Nouvelle-Zélande (RMNZ)                   | 29                 |
| Pays-Bas (Single Top 100)                 | 96                 |
| Royaume-Uni (UK Singles Chart)            | 18                 |
| Royaume-Uni (UK Rock Chart)               | 1                  |

### Certifications
| Pays              | Certification | Unités certifiées |
| ----------------- | ------------- | ----------------- |
| Royaume-Uni (BPI) | Argent        | 200 000           |
| Suède (GLF)       | Or            | 15 000            |

Singles de Christina Aguilera
Express Bound To You

## Version de Christina Aguilera
The Beautiful People (from Burlesque) est un single up-tempo (en) moderne de la chanteuse américaine Christina Aguilera. C'est le premier extrait officiel de la bande originale du film Burlesque, tandis que Express sert de premier single promotionnel. Ils ont été lancés comme un double lead single (en).
Le titre de Marilyn Manson a été modifié : le texte est devenu plus doux, l'instrumentation est restée rock sur les premiers couplets (ou la chanteuse rap) ainsi que dans le break. Les refrains sont dancefloors, il y a aussi des notes de piano rapides sur les seconds couplets ainsi que des hautes et fortes vocalises Eb5 dans le break et sur la dernière note finale de la chanson.